# Una novia errante
Una novia errante es una película argentina de 2007 dirigida por Ana Katz. El guion fue escrito por Ana Katz e Inés Bortagaray.

## Argumento
La historia se centra en Inés (Ana Katz) y su novio (Daniel Hendler) que sostienen una agónica discusión a bordo de un ómnibus. Viajan hacia Mar de las Pampas, un balneario, fuera de temporada, en donde planean pasar unas breves vacaciones. El ómnibus frena. Inés baja con su pesado bolso colgado del hombro y advierte que su novio no la ha seguido. El ómnibus se aleja y ella queda sola en la ruta. Inés se abandona a caminatas por los bosques, aprende el tiro con arco y conoce a extraños amables que se convierten en amigos efímeros. Y llora. Mientras tanto, intenta recuperar al hombre que ama (a quien acusa de cobarde e inconsistente) en repetidas y desesperadas conversaciones telefónicas. Con los ojos hinchados y su estómago inestable, Inés decide quedarse para disfrutar de esas vacaciones románticas, en soledad.

## Reparto
- Ana Katz - Inés
- Carlos Portaluppi - Germán
- Daniel Hendler - Miguel
- Erica Rivas - Andrea
- Arturo Goetz - Padre
- Violeta Urtizberea - Tati
- Nicolás Tacconi - Pablo
- Marcos Montes - Encargado de locutorio
- Catherine Biquard - Lorena